# Stephan von Lentke
Stephan von Lentke († 1684) war Bürgermeister von Magdeburg.

## Leben
Der bürgerlich geborene Lentke war der größte Grundstückseigentümer und -händler in der Stadt Magdeburg. Nach der Zerstörung der Stadt im Dreißigjährigen Krieg 1631 erwarb Lentke diverse zerstörte Grundstücke. So bereits 1631 im Breiten Weg die Nummern 58 (Zum goldenen Tempel) und 146 (Brauhaus Zum weißen Bracken, in welchem er auch lebte).
1641 wurde Lentke Bürgermeister. Er hatte dieses Amt über 43 Jahre bis zu seinem Tode 1684 inne. Wie zu dieser Zeit üblich versahen neben ihm noch weitere Personen das Bürgermeisteramt, so der bekannte Otto von Guericke und Georg Kühlewein. Durch die 1652 erfolgende Heirat Guerickes mit Lentkes Tochter Dorothea Lentke, wurde er der Schwiegervater Guerickes.
Seit 1645 war er Eigentümer des Gartengrundstücks Große Münzstraße 9 bis 12. 1649 erwarb er das Grundstück Nummer 71 (Brauhaus Zum roten oder braunen Adler), welches er später wieder veräußerte. Auch in den folgenden Jahren erwarb der später geadelte Lentke in Magdeburg und der näheren Umgebung weiteren Grundbesitz. 1651 kaufte er die Grundstücke Georgenstraße 6 und 8 und Kutscherstraße 7 bis 9. 1652 erwarb er das im Dreißigjährigen Krieg weitgehend zerstörte Gut Benneckenbeck, sowie später weiteren Grundbesitz in Klein Ottersleben. Belegt ist weiterhin der Erwerb der Großen Schulstraße 9 (1660), der Stephansbrücke 16 (1664) und der Großen Münzstraße 17 (Brauhaus Zum goldenen Anker).
Mit seinem Testament vom 6. August 1684 errichtete Lentke eine Stiftung, deren Kapital als Hypothek auf das Haus Zum weißen Bracken eingetragen wurde. Sie sollte an den 10. Mai erinnern, dem Jahrestag der Zerstörung Magdeburgs, ihre Zinsen wurden auch jeweils an diesem Tag verteilt. Die Beträge gingen auch an Bewohner des Hospitals St. Annen und an das Kloster Mariae Magdalenae. Er hinterließ zumindest den geistig behinderten Sohn Johann Friedrich, dem er auch Grundvermögen vermachte.

## Ehrung
An das Wirken Lentkes erinnert die Straßenbezeichnung Lentkestraße in Magdeburg-Ottersleben, wozu Benneckenbeck und Klein Ottersleben heute gehören.